# Royal Entomological Society
La Royal Entomological Society (Société entomologique royale) est une société savante consacrée à la diffusion et l’enrichissement de la science entomologique sous toutes ses formes.

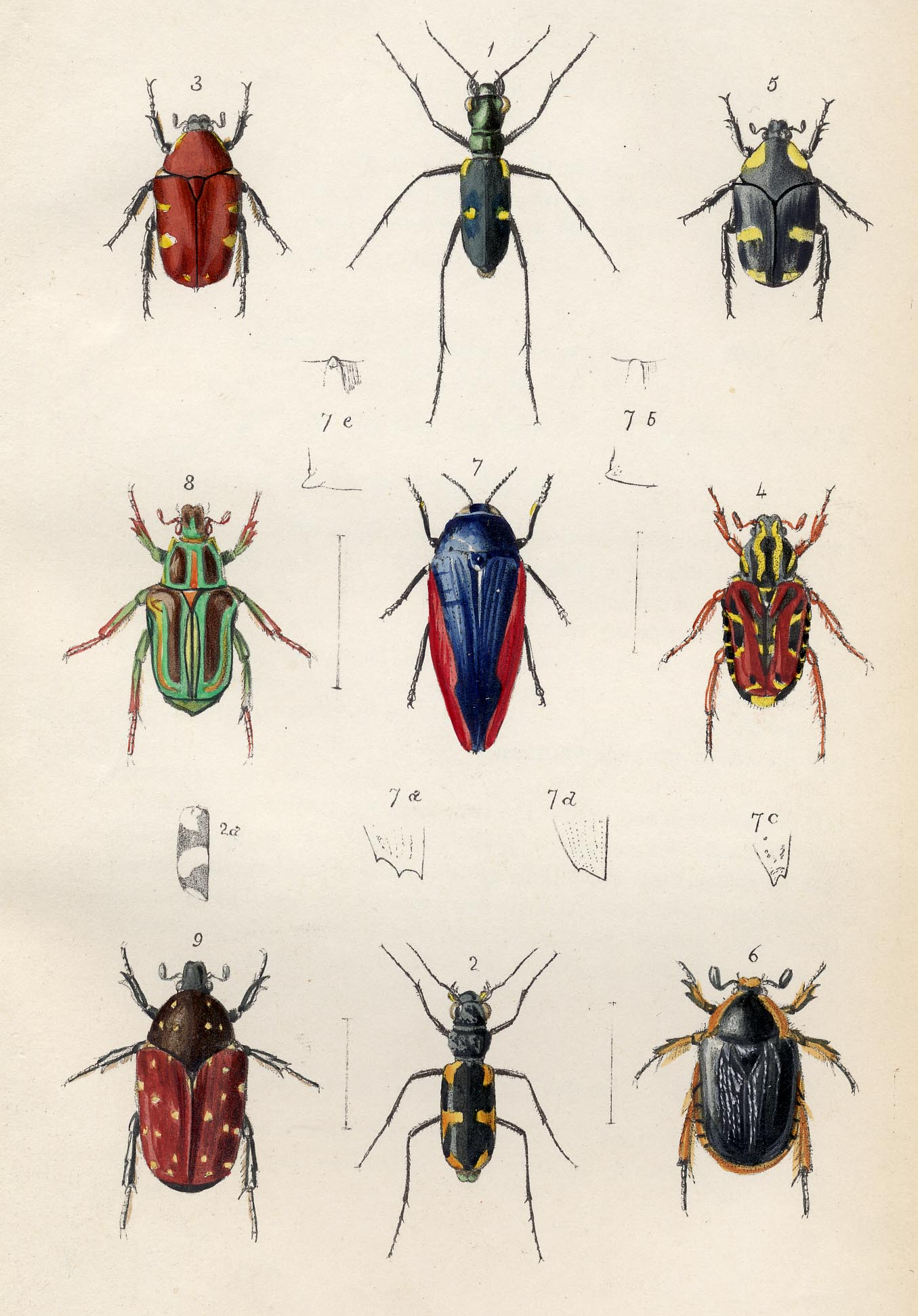
Planche datée de 1848, publiée par la Royal Entomological Society

## Les sociétés antérieures
Fondée en 1833 sous le nom de Entomological Society of London, elle est l’héritière de plusieurs petites sociétés antérieures, plus ou moins éphémères, dont la plus ancienne est l’Aurelian Society fondée en 1745 et disparaît le 25 mars 1748 dans le grand incendie de Cornhill et dont les membres, alors en plein conseil, échappent de justesse. D’autres sociétés sont plus tard constituées, dont l’une déjà nommée Entomological Society (1810-1822).
En 1822, à la disparition de cette dernière, une Entomological Society of Great Britain est fondée. En 1824, ses membres ainsi que des membres de la défunte Entomological Society se réunissent avec des membres de la Linnean Society of London pour former un club zoologique au sein de celle-ci. Ce club deviendra plus tard une société autonome sous le nom de Zoological Society of London.
En 1826, un Entomological Club est formé. Encore en fonction, il constitue la plus ancienne société entomologique du monde. Malgré sa publication à partir de 1836 d’un trimestriel, Entomological Magazine, il s’agit plus d’un club mondain que d’une véritable société savante.

## La fondation
Le compte rendu de sa fondation nous est parvenu :
À la réunion des gentlemen, amis de la science entomologique, tenue le 3 mai 1833 au British Museum, N.A. Vigors à la présidence, J.G. Children, le révérend F.W. Hope, W. Yarrell, J.E. Gray, J.F. Stephens, T. Horsfield, G.T. Rudd et George Gray, des lettres de M. Haworth, M. Bennett et J. Curtis ont été lues où ils exprimaient leurs regrets de ne pouvoir assister à la réunion.
Décident qu’un société est créée pour la promotion de la science de l’entomologie dans ses diverses branches et est appelée Entomological Society of London.
J.G. Children, F.W. Hope, J.F. Stephens, W. Yarrell et G. Rudd sont élus pour former un comité, G.R. Gray comme secrétaire. C’est J.G. Children qui devient son premier président et William Kirby (1759-1850) sont président honoraire à vie.
La date réelle de la fondation de la société est plus probablement le 22 mai 1833, lorsque se membres se réunissent au Thatched House Tavern, à la St. James’s Street. Durant cette réunion, George Robert Waterhouse (1810-1888) est élu conservateur des livres, mémoires et insectes. Dès cette réunion, des membres honoraires étrangers sont choisis : Johann Christoph Friedrich Klug (1775-1856), Willem de Haan (1801-1855), Victor Audouin (1797-1841), Johann Ludwig Christian Gravenhorst (1777-1857), Christian Rudolph Wilhelm Wiedemann (1770-1840), Carl Eduard Hammerschmidt (1800-1874) et Alexandre Louis Lefèbvre de Cérisy (1798-1867). C’est William Blundell Spence (1814-1900) qui est chargé des relations avec l’étranger.
La société commence à constituer une collection ainsi qu’une bibliothèque. C’est ainsi que la bibliothèque d’Adrian Hardy Haworth (1767-1833) est rachetée par John Obadiah Westwood (1805-1893) pour le compte de la société. En septembre 1834, la société compte déjà 117 membres et 10 membres honoraires. Les femmes sont admises et bénéficient des mêmes droits que les hommes.
Une publication commence à paraître en novembre 1834 sous le titre de Transactions of Entomological Society of London. Le secrétaire G.R. Gray démissionne alors et est remplacé par J.O. Westwood. Sous l’impulsion de ce dernier, cumulant de nombreuses fonctions, la société connaît un grand essor. Elle est notamment fréquentée régulièrement par Charles Darwin (1809-1882) au retour de son voyage sur l’H.M.S. Beagle. Il devient d’ailleurs membre du conseil et son vice-président en 1838.
J.O. Westwood quitte ses fonctions en 1848 et est remplacé par Edward Doubleday (1810-1849) et par William Frederick Evans. Ceux-ci sont bientôt à leur tour remplacés. En 1849, un secrétaire chargé de recueillir les minutes des réunions est nommé en la personne John William Douglas (1814-1905), fonction qu’il conserve jusqu’en 1856. Il est secondé en 1851-1852 par Henry Tibbats Stainton (1822-1892), en 1853-1854 par William Wing (1827-1855), en 1855-1856 par Edwin Shepherd qui remplace alors J.W. Douglas à son poste.
Edward Mason Janson (1847-1880) remplace, en 1850, au poste de conservateur Frederick Smith (1805-1879) qui part alors travailler au British Museum. H.T. Stainton, qui s’implique de plus en plus dans la vie de la société, semble avoir quelques problèmes pour travailler avec E.M. Janson. Aussi celui-ci est remplacé par W. Wing en 1852.
Cette année-là, la société déménage de ses locaux du 17, Old Bond Street pour le 12, Bedford Row. L’année suivante, trois des quatre responsables de la société sont remplacés : Edward Newman (1801-1876) à la place de J.O. Westwood comme président, Samuel Stevens (1817-1899) à la place de W. Yarrell au poste de trésorier et W. Wing à la place de H.T. Stainton comme secrétaire.

## Présidents
- 1833-1834 : John George Children (1777-1852).
- 1835-1836 : Frederick William Hope (1797-1862).
- 1837-1838 : James Francis Stephens (1792-1852).
- 1839-1840 : F.W. Hope.
- 1841-1842 : William Wilson Saunders (1809-1879).
- 1843-1844 : George Newport (1803-1854).
- 1845-1846 : F.W. Hope.
- 1847-1848 : William Spence (1783–1860).
- 1849-1850 : George Robert Waterhouse (1810-1888).
- 1852-1853 : John Obadiah Westwood (1805-1893).
- 1853-1854 : Edward Newman (1801-1876).
- 1855 : John Curtis (1791-1862).
- 1856-1857 : W.W. Saunders.
- 1858-1859 : John Edward Gray (1800-1875).
- 1860-1861 : John William Douglas (1814-1905).
- 1862-1863 : Frederick Smith (1805-1879).
- 1864-1865 : Francis Polkinghorne Pascoe (1813-1893).
- 1866-1867 : Sir John Lubbock (1834-1913).
- 1868-1869 : Henry Walter Bates (1825-1892).
- 1870-1871 : Alfred Russel Wallace (1823-1913).
- 1874-1875 : William Wilson Saunders (1809-1879).
- 1878 : H.W. Bates.
- 1879-1880 : Sir J. Lubbock.
- 1881-1882 : Henry Tibbats Stainton (1822-1892).
- 1883-1884 : Joseph William Dunning (1833-1897).
- 1885-1886 : Robert Mac Lachlan (1837-1904).
- 1887-1888 : David Sharp (1840-1922).
- 1889-1890 : Lord Thomas de Grey Walsingham (1843-1919).
- 1891-1892 : Frederick DuCane Godman (1834-1919).
- 1893-1894 : Henry John Elwes (1846-1922).
- 1895-1896 : Raphael Meldola (1849-1915).
- 1897-1898 : Roland Trimen (1840-1916).
- 1899-1900 : George Henry Verrall (1848-1911).
- 1901-1902 : William Weekes Fowler (1849-1923).
- 1903-1904 : Edward Bagnall Poulton (1856-1943).
- 1905-1906 : Frederick Merrifield (1831-1924).
- 1907-1908 : Charles Owen Waterhouse (1843-1917).
- 1909-1910 : Frederick Augustus Dixey (1855-1935).
- 1911-1912 : Francis David Morice (1849-1926).
- 1913-1914 : George Thomas Bethune-Baker (1857-1944).
- 1915-1916 : Nathaniel Charles Rothschild (1877-1923).
- 1917-1918 : Charles Joseph Gahan (1862-1939).
- 1919-1920 : James John Walker (1851-1939).
- 1921-1922 : Lionel Walter Rothschild (1868-1937).
- 1923-1924 : Edward Ernest Green (1861-1949).
- 1927-1928 : James Edward Collin (1876-1968).
- 1929-1930 : Karl Hermann Christian Jordan (1888-1972).
- 1931-1932 : Harry Eltringham (1873-1941).

## Présidents honoraires à vie
- Révérend William Kirby (1759-1850).
- John Obadiah Westwood (1805-1893).

## Actions contemporaines
La Royal Entomological Society est l'organisatrice, depuis 2004, d'une « Semaine nationale de l'insecte » (National Insect Week). La première édition, du 14 au 20 juin 2004, fut lancée au Darwin Centre du Musée d'histoire naturelle de Londres.
Le seconde édition, en 2006, s'est déroulée du 19 au 25 juin.
La troisième édition, en 2008, s'est déroulée du 23 au 29 juin.
La quatrième édition, en 2010, s'est déroulée du 21 au 27 juin. Dans le cadre de l'Année internationale de la biodiversité, cette semaine nationale de l'insecte a regroupé, durant 7 jours, 279 manifestations à travers le Royaume-Uni, avec le soutien de 38 partenaires différents.

## Source
- Sheffield Airey Neave & Francis J. Griffin (1933). The history of the Entomological Society of London, 1833-1933. Royal Entomological Society (Londres) : xlvi + 244 p.